# Син-ханга

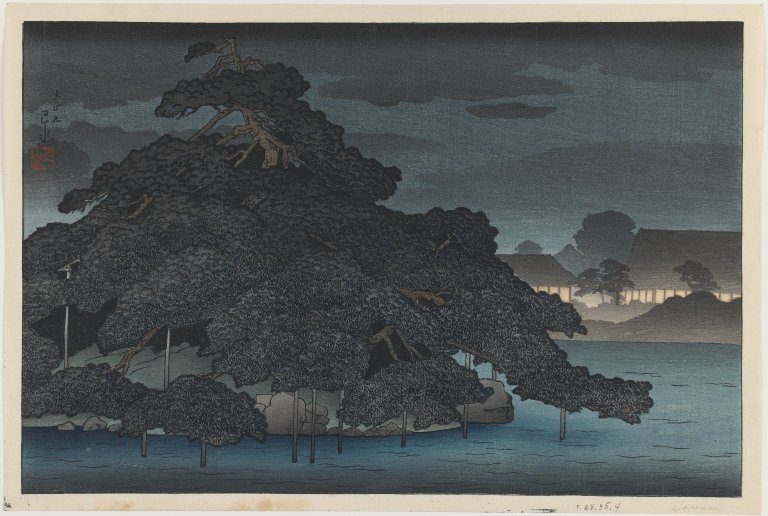
Кавасе Хасуі, дереворит 1920 р.

Син-ханга (яп. 新版画, «нова гравюра») — мистецька течія в Японії, що існувала з перервою до 1989 року.

## Періодизація
- у період Тайсьо (1908–1925 р.р.)
- у період Сьова (1926–1989 р.р.)

## Історія
Розбурхане мистецьке життя Японії на початку XX століття характеризувалось палкими дискусіями та не менш напруженими пошуками. Одні митці наполягали на швидкому засвоєнні мистецького досвіду Західної Європи і США, як це робилося в промисловому виробництві зі засвоєння нових технологій (італійська перспектива, техніка олійного живопису, малювання на полотні, а не на папері чи шовку, японська «Йога», живопис європейського зразка), інші декларували збереження традиційних жанрів і технологій, які мали національне забарвлення і національні технології. Хоча було зрозуміло, що всі проблеми сучасності Японії традиційними технологіями не вирішити.
Саме так, на початку 20 століття виникають сосаку-ханга та син-ханга — дві нові течії в мистецтві японської графіки. Син-ханга продовжила традиції укійо-е 19 століття і навіть технології її друку з небагатьма модернізаціями. Метою було як продовження традицій ксилографії укійо-е, так і заміна дешевих відбитків на якісні та дорогі за ціною нових. Син-ханга була популярною і мала попит більше в Сполучених Штатах, де прошарок багатого суспільства зацікавився у мистецтві Японії. Саме вони забезпечили фінансовий успіх новій гравюрі, бо штосами вивозили в США графічну продукцію і кілограмами японські нецке, інро та окімоно (мініатюрні стакові скульптури, більші за нецке).
Хоча ця графіка розвивалась із перервами, розвиток мистецької течії підтримувався. Тематично в син-ханга переважали пейзажі та Bijin-ga (зображення привабливих жінок).
Серед найобдарованіших пейзажистів цього періоду були Хіросі Йосіда, Шінсуй Іто, Кавасе Хасуі тощо. Хасіґуті Ґойо створював як пейзажі, так і зображення привабливих жінок (Bijin-ga). Наторі Шунсен був прихильником зображень популярних акторів японського театру кабукі. Багато хто вважає, що саме він є останнім майстром мистецтва кабукі якуша-е «картинки акторів».
Син-ханга активно підтримувалася японськими друкарями. Такі видавництва як Доі, Кавагуті, Унсодо (Unsodo) також сприяли її розвитку. В Унсодо довгий час працював Ватанабе Шоцабуро (Watanabe Shozaburo 1885—1962 р.р.), підтримка якого сприяла підживленню мистецької течії. Зі смертю Ватанабе Шоцабуро підтримка художників, що творили в стилі син-ханги, почала сходити нанівець.

## Головні представники

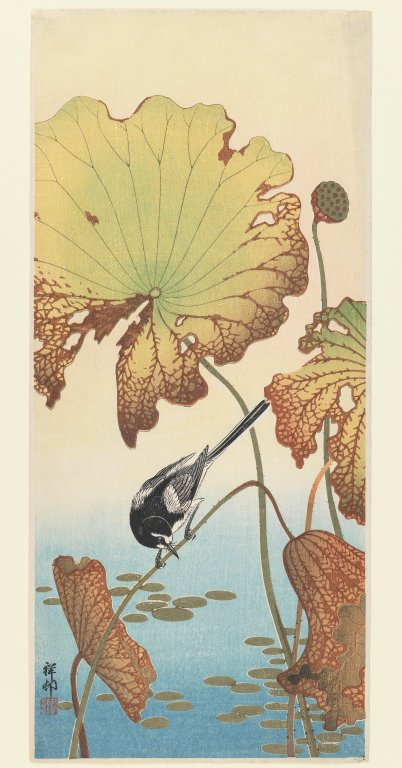
Охара Косон, «Птах і лотос», Бруклінський музей, США.

- Охара Косон (小原古邨, Ohara Koson 1877—1945)
- Іто Шінсуй (Itō Shinsui 1898—1972)
- Хіросі Йосіда (Hiroshi Yoshida 1876—1950)
- Кавасе Хасуі (Kawase Hasui 1883—1957)
- Цучія Коіцу (Tsuchiya Koitsu 1870—1949)
- Хасіґуті Ґойо (橋口 五葉 Hashiguchi Goyō 1880—1921)
- Ішівата Коїцу (Ishiwata Koitsu 1897—1987)
- Нойол Нует (Noël Nouet 1885—1969)
- Наторі Шунсен (名取春仙? Natori Shunsen 1886—1960)
- Касамацу Шіро (Kasamatsu Shiro 1898—1991)
- Такахаші Хіроакі (高橋 弘明 Takahashi Hiroaki 1871—1945)
- Торії Котондо (Torii Kotondo 1900—1976)
- Асано Такеджі (Asano Takeji)
- Кобаякава Кійоші (Kobayakawa Kiyoshi 1896—1948) та інші.

## Галерея

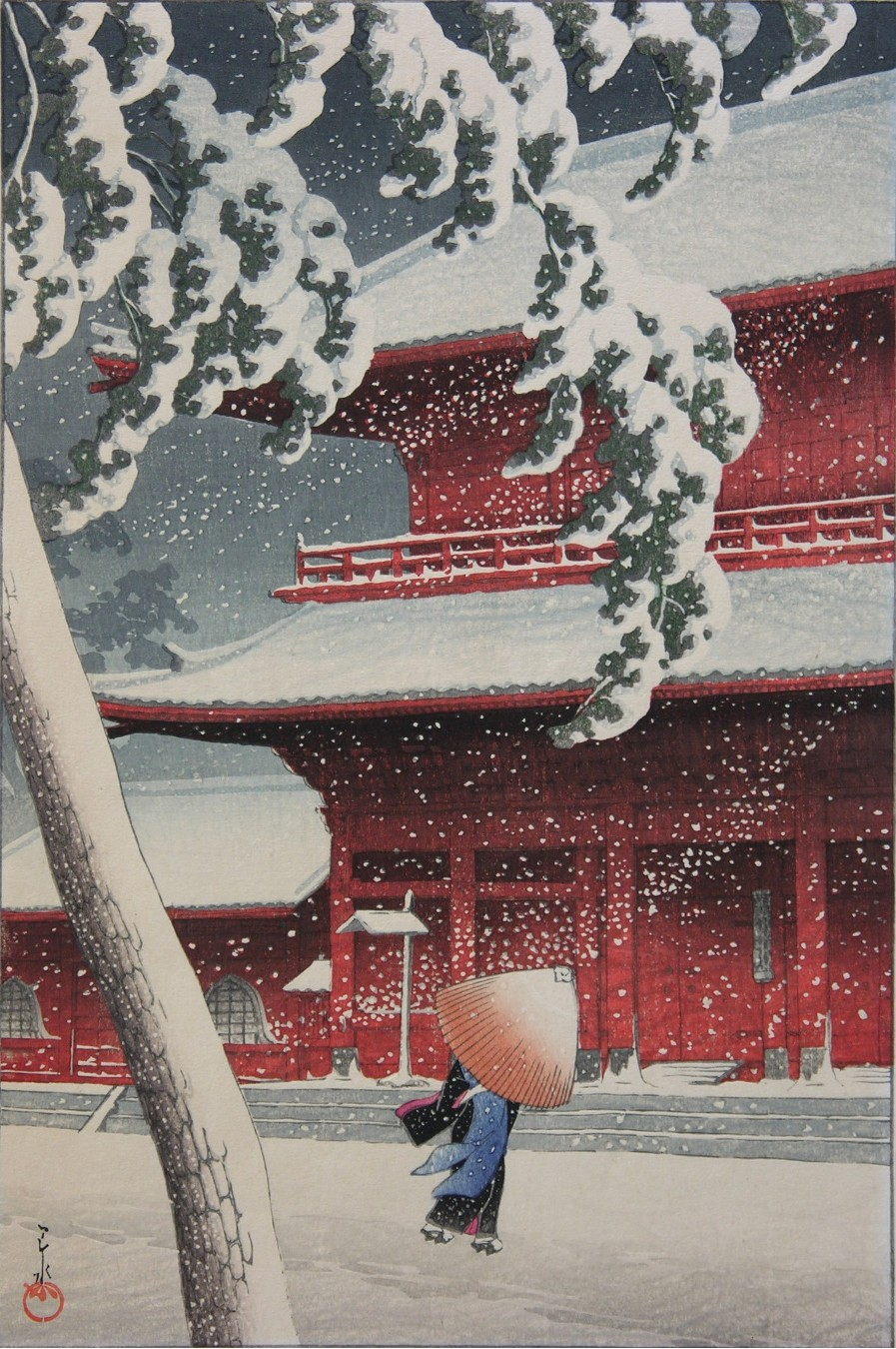
Кавасе Хасуі, 1925, із серії «12 краєвидів Токіо»
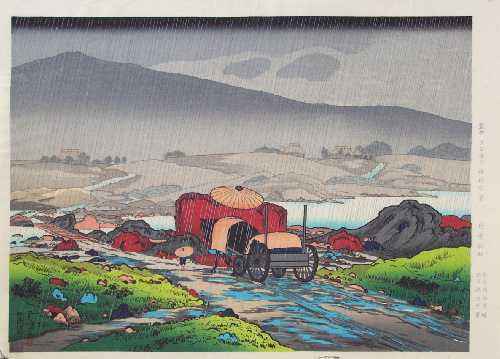
Хасіґуті Ґойо, «Дощ в Ябакеі», 1918 р.
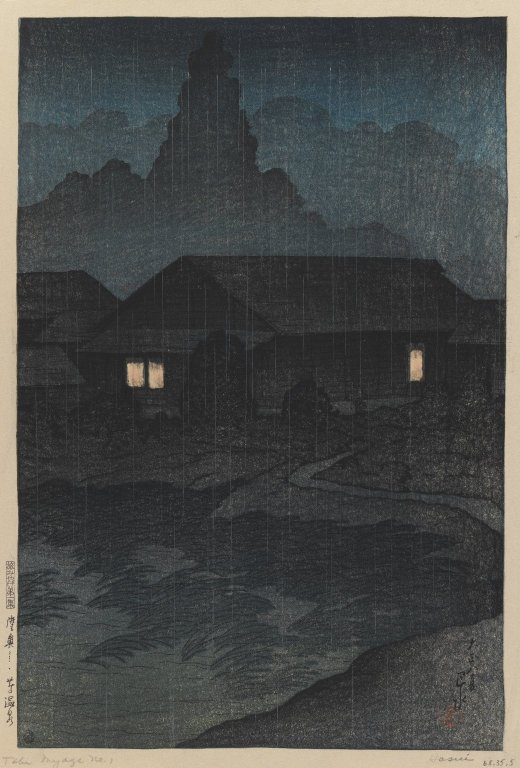
Кавасе Хасуі, дереворит 1919 року,
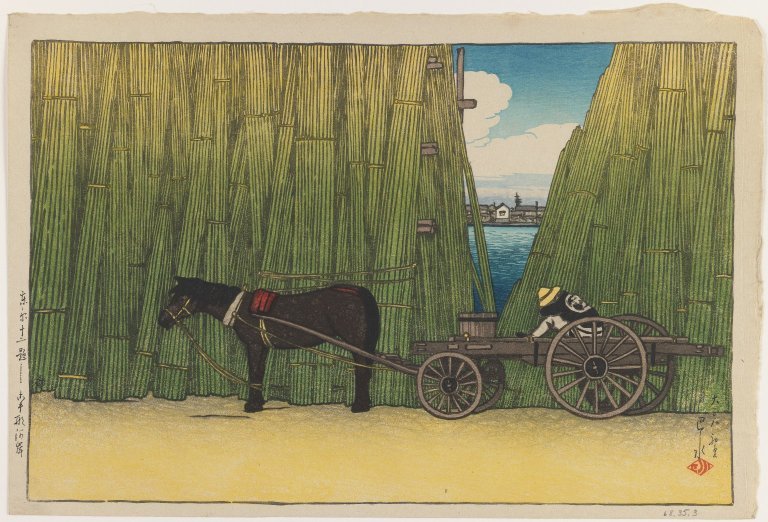
Кавасе Хасуі, «Візок біля майдану із сушеним бамбуком», дереворит 1919 року
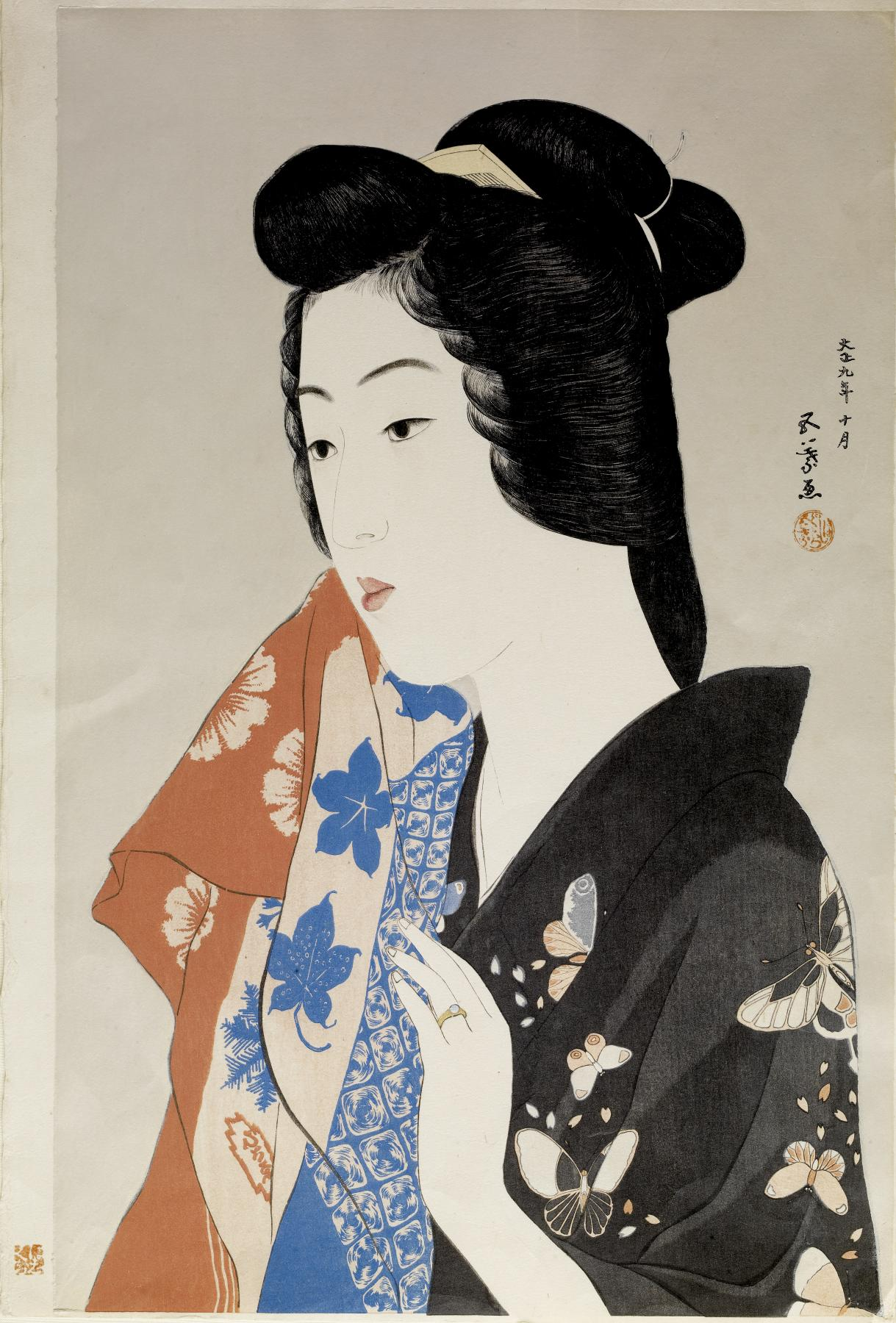
Хасіґуті Ґойо, «Гейша Хісае», 1920 р.
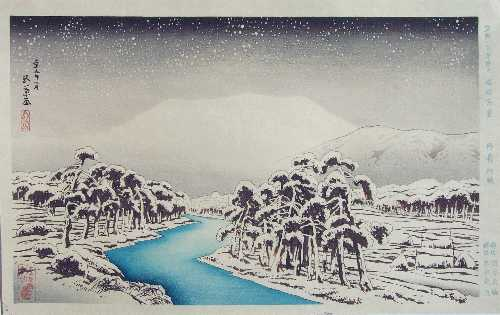
Хасіґуті Ґойо, «Сосни і річка в снігу», 1920 р.
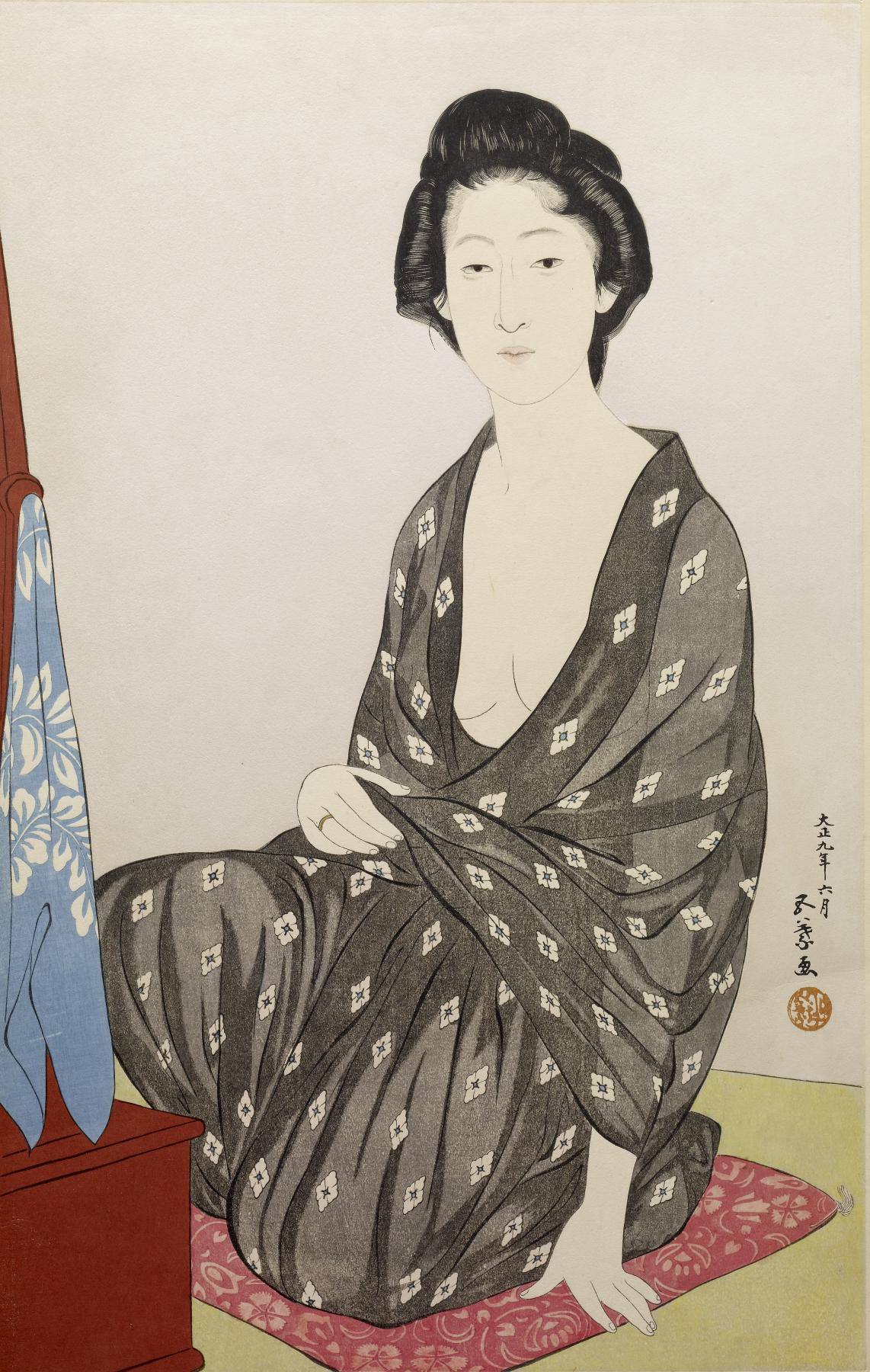
Хасіґуті Ґойо, «Пані в літньому кімоно», 1920 р.
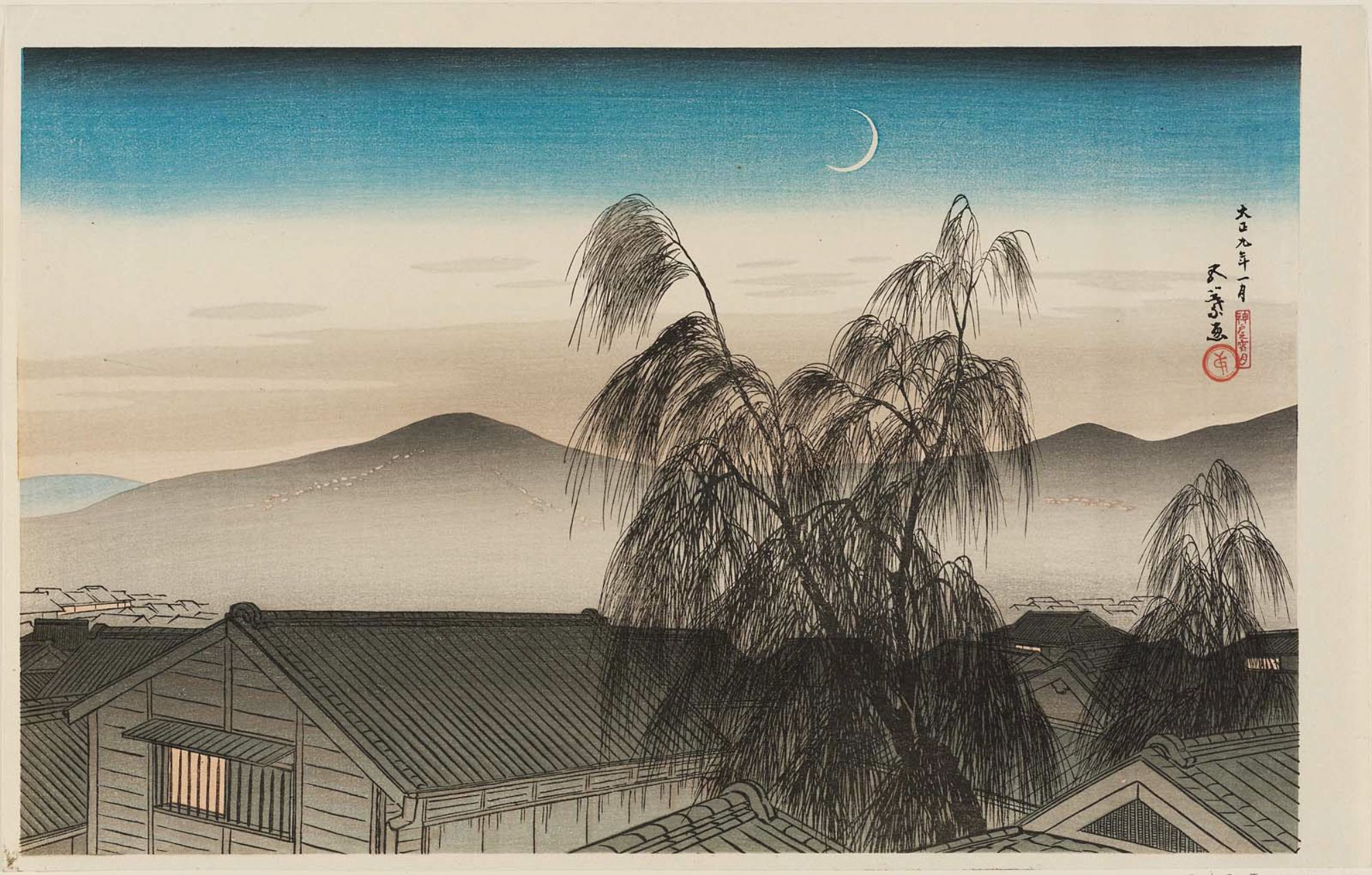
Хасіґуті Ґойо, «Пейзаж», 1921 р.
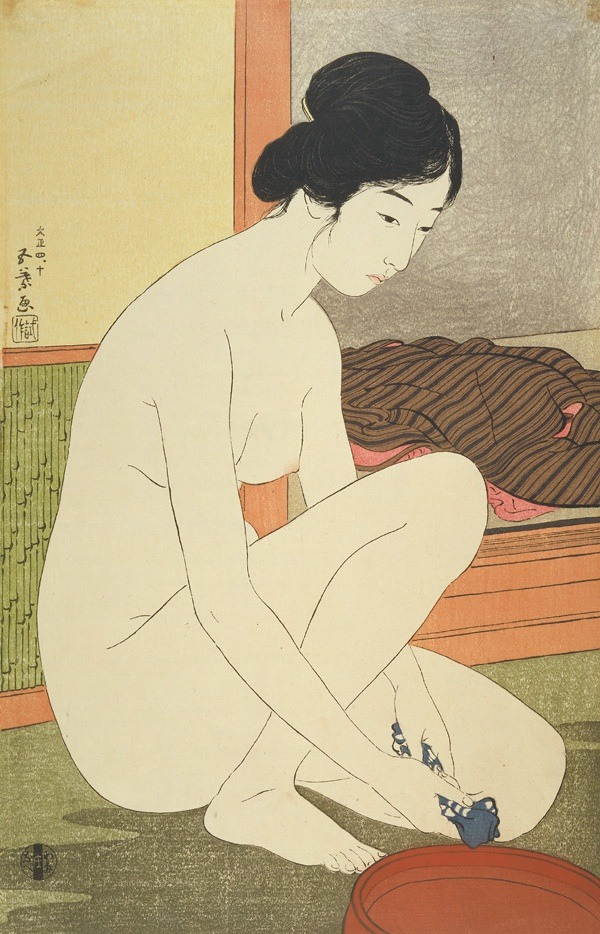
Хасіґуті Ґойо, «Купання»
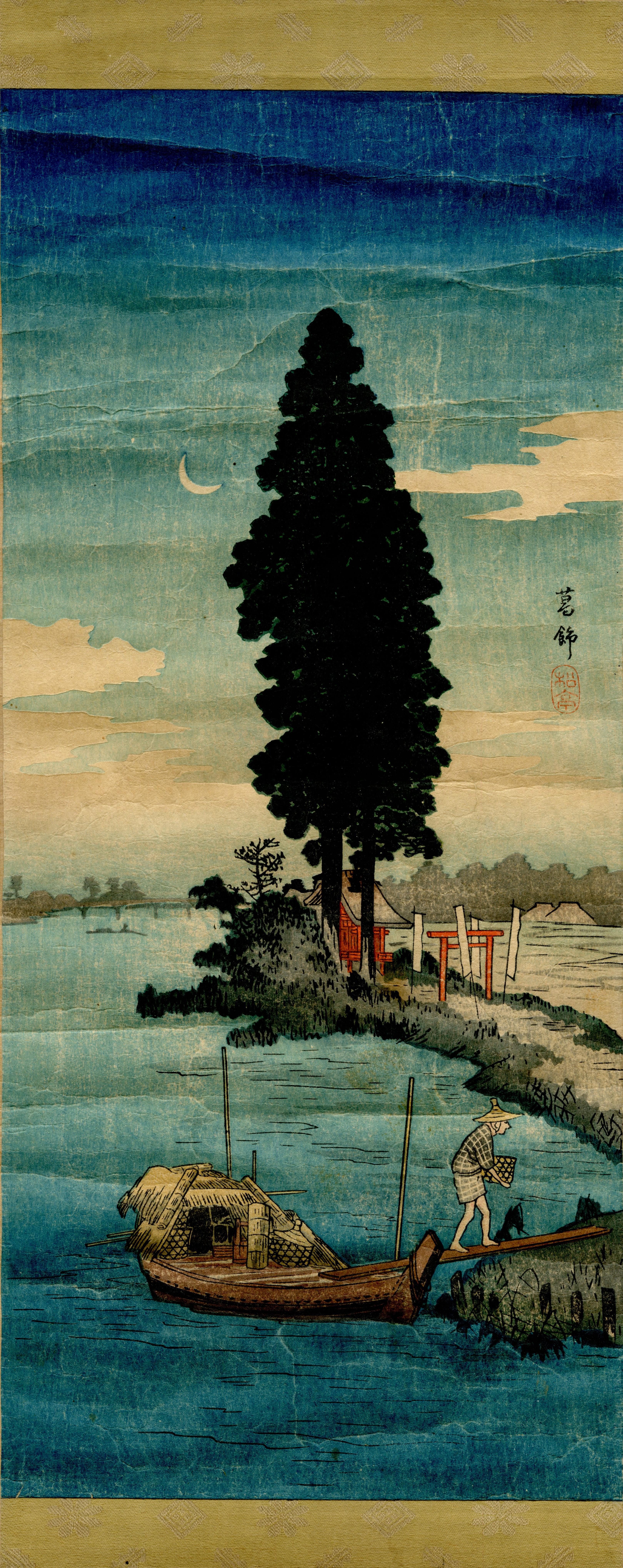
Такахасі Шотеї, «Пейзаж»